# Марк Оже
Марк Оже (фр. Marc Augé; 2 вересня 1935, Пуатьє — 24 липня 2023, там само) — французький антрополог, етнолог та соціолог, відомий створенням поняття феномену місць проблематичних або «не-місць», позбавлених властивостей, які й людину прирікають на аналогічне зречення власної тотожності.
У есе та ідноіменній книзі «Не-місця: Введення в антропологію супермодерності» (1995) Марк Оже впровадив поняття «не-місце» для позначення просторів, де стерті стосунки, історія та ідентичність. Прикладами не-місця можуть бути автомагістраль, готельний номер, аеропорт або супермаркет. Значна частина творів Оже присвячена глобалізації, а його робота про глобальний модернізм внесла свій внесок у дослідження концепції мобільності. Він досліджує філософський потенціал антропології «не-місць».

## Біографія
1963—1964: професор літератури в ліцеї Поля Валері.
1964—1970: магістр наукових досліджень, потім директор науково-дослідної роботи (1968) в ORSTOM.
1970—1976: заступник директора з досліджень в Ecole des Hautes Etudes en Sciences Sociales.
З 1976 р. директор з досліджень в Ecole des Hautes Etudes en Sciences Sociales.
1985—1995:- президент Школи передових досліджень соціальних наук.
Кар'єру Марка Оже можна розділити на три етапи, що відображають зміни як у його географічному фокусі, так і в теоретичному розвитку: ранній (Африканський), середній (Європейський) і пізній (Глобальний). Ці послідовні етапи не передбачають розширення інтересу чи фокусу як такого, а скоріше розробку теоретичного апарату, здатного задовольнити вимоги зростаючого переконання, що локальне більше не можна розуміти інакше як частину складного глобального цілого.
Сьогодні він продовжує багато подорожувати та читати лекції за кордоном, зокрема в Європі та Америці.

## Праці
Здобув велику репутацію в антропологічній сфері завдяки своїм польовим дослідженням у Кот-д'Івуарі та Того щодо хвороб, смерті та релігійних систем, які потім кодифіковано в його перших трьох есеях:
- Le Rivage alladian (1969)
- Théorie des pouvoirs et idéologie, (1975)
- Pouvoirs de vie, pouvoirs de mort (1977)

Згодом перейшов до «антропології повсякденного життя», яка знайшла привілейоване поле аналізу в сучасних просторах (торгові центри, готелі та в загальному сенсі всі топографічні простори, в яких домінував активний транзит та масове споживання). відсутністю історії, ідентичності, стосунків. На основі цього він розробив теорію «не-місць» як відчужених і декультуралізованих просторів, які концептуально лежать на протилежній крайності «антропологічного місця», теорії, яка знайшла своє найкраще вираження в його найвідоміших роботах:  
- Un ethnologue dans le métro (1985)
- Non-lieux: Introduction to une anthropologie de la surmodernité (1992).

Серед інших його робіт слід згадати Le temps en ruines (2003) та La mere d'Arthur (2005).
Всебічний мислитель, його ретельний аналіз сучасного світу у L'anthropologie (2004) інколи залишав простір для роздумів про цінності деяких аспектів сьогодні застарілої людської практики:
- Eloge de la bicyclette (2008), або плинних і дуже особистих текстів, таких як Casablanca (2007) у якому низка кінозображень знову «підключає» автора до потоку емоцій і спогадів про минуле та спонукає його до дослідження особливих механізмів пам'яті.

У есеї Le métro revisité (2008) він повернувся, щоб розмірковувати, більше ніж через двадцять років після Un ethnologue dans le métro, про паризьке метро як привілейоване місце для дослідження сучасності, перебуваючи в Où est passé l'avenir (2008) засудив у філософських і політичних термінах ризик «домінування сьогодення», якє з'єднує всі часові глибини та експропріює сучасне суспільство, його історію та майбутнє, а в Pour une anthropologie de la mobilité (2009) досліджував концепцію кордону, щоб спробувати зрозуміти протиріччя сучасної історії. Серед його пізніших робіт слід назвати: інтелектуальну автобіографію La vie en double (2010); Journal d'un SDF. Ethnofiction (2011); Les nouvelles peurs (2013), короткий нарис, у якому аналізуються страхи Заходу та висвітлюються можливі розвитки цього загального нездужання; L'anthropologue et le monde global (2013), текст про парадоксальні наслідки глобалізації; Une ethnologie de soi. Le temps sans âge (2014), роздуми про необхідність заснування етнології індивідуального життя на основі суб'єктивності; короткий нарис Eloge du bistrot parisien (2015); rendere tempo. Un'utopia dell'educazione. Conversazione con Filippo La Porta, e Le tre parole che cambiarono il mondo (2016), нешаноблива рефлексія на сакральне; есей Qui donc est l'autre (2017); Ressuscité! (2019).